# Ајсанти (Минесота)
Ајсанти (енгл. Isanti) град је у америчкој савезној држави Минесота.

## Демографија
По попису из 2010. године број становника је 5.251, што је 2.927 (125,9%) становника више него 2000. године.
| Група             | 2000.         | 2010.         |
| Белци             | 2.246 (96,6%) | 4.896 (93,2%) |
| Афроамериканци    | 13 (0,6%)     | 59 (1,1%)     |
| Азијати           | 6 (0,3%)      | 37 (0,7%)     |
| Хиспаноамериканци | 21 (0,9%)     | 146 (2,8%)    |
| Укупно            | 2.324         | 5.251         |